# Basarri

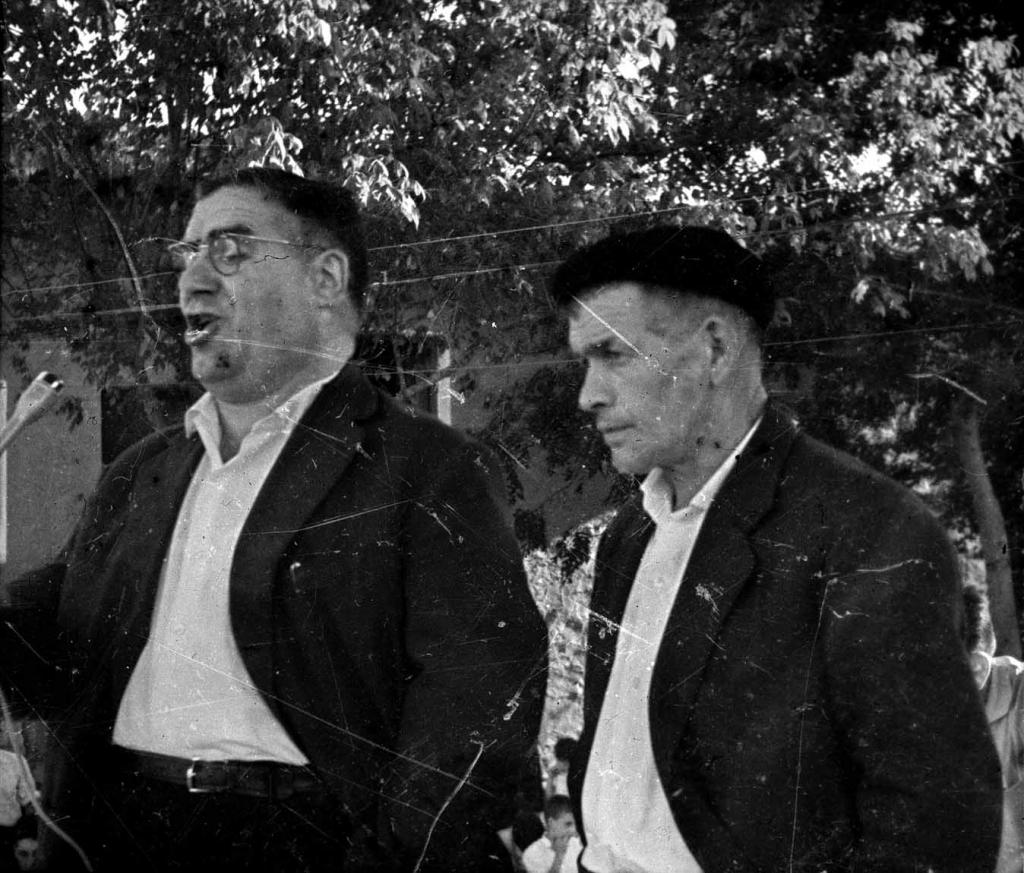
Basarri y Uztapide. Fotografía: Indalecio Ojanguren

Ignacio (también Inazio o Iñaki) Eizmendi Manterola, más conocido por el apodo de Basarri (* 27 de noviembre de 1913 en Régil (Guipúzcoa); † 4 de noviembre de 1999 en San Sebastián), fue un versolari (bertsolari poeta improvisador en lengua vasca), periodista y escritor español en lengua vasca. Está considerado uno de los representantes más importantes del bertsolarismo del siglo XX.

## Biografía
Ignacio Eizmendi nació en 1913 en el caserío Granada de Régil, pero con 7 años de edad su familia se trasladó a vivir a Zarauz, localidad donde Basarri vivió durante el resto de su vida. Solamente acudió a la escuela primaria hasta los once años de edad. Aunque no continuó con una enseñanza reglada a partir de dicha edad, fue autodidacta y estaba considerado una persona con una gran cultura general, alejado del arquetipo tradicional de los bertsolaris de su época.
Los padres de Basarri regentaban una taberna en Zarauz, el Azken-Portu, que era frecuentada por versolaris y fue allí donde el joven Ignacio Eizmendi se aficionó a la improvisación de versos.
Siendo un casi completo desconocido, en 1935 se presentó con solo 21 años de edad al I Campeonato Nacional de Bertsolaris y se proclamó el primer Campeón de la historia, por delante de figuras míticas y veteranas como Txirrita. En la II edición, celebrada un año más tarde, participó como proponedor de temas.
La guerra civil española (1936-1939) y la posguerra fueron un periodo negro para el bertsolarismo, actividad sospechosa de separatismo ante las autoridades franquistas por realizarse en euskera. Durante esos años Basarri y Uztapide fueron dos de los bertsolaris que mantuvieron viva esta actividad en las fiestas de los pequeños pueblos rurales del País Vasco.

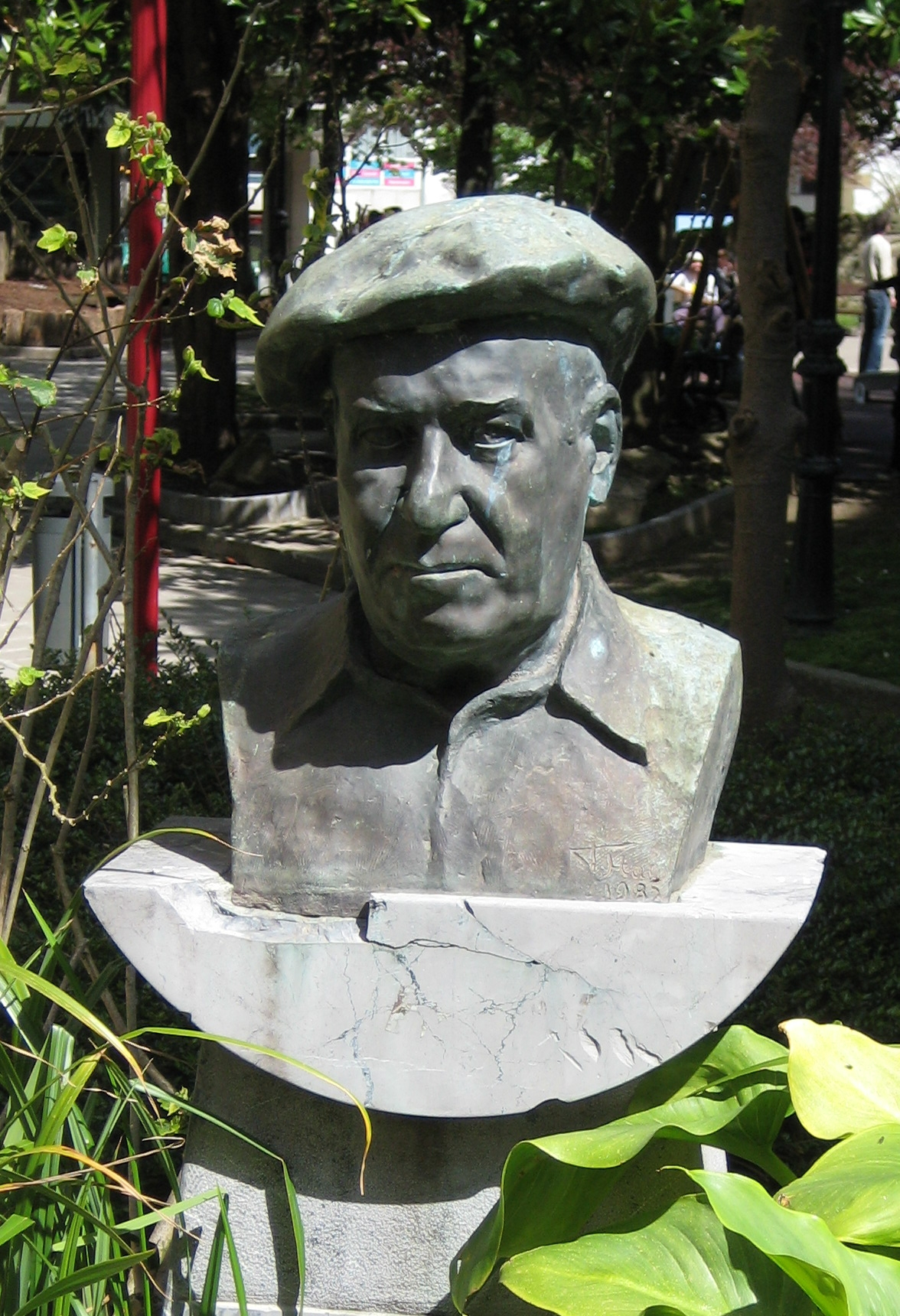
Busto "Homenaje a Basarri" en Zarauz.

Se volvería a proclamar campeón por segunda vez en su vida en 1960, cuando se disputó el III Campeonato Nacional, el primero disputado después de un paréntesis de más de 20 años. Participó en el IV Campeonato, disputado en 1962, y ya no volvió a presentarse nunca más a un Campeonato de Euskal Herria.
Se puede considerar a Basarri por un lado como el principal bertsolari, junto con Uztapide, que sirvió de puente entre la generación anterior a la guerra y la que apareció en los últimos años del franquismo. Por otro lado se suele decir que fue uno de los primeros teóricos del bertsolarismo, el que introdujo el bertsolarismo en los teatros y en definitiva el que dignificó la profesión. 

### Periodista
En paralelo a su actividad como bertsolari Basarri tuvo como oficio el de periodista. En el ámbito del País Vasco (y especialmente en Guipúzcoa) fue un conocido periodista radiofónico y de prensa, que escribía artículos tanto en euskera como en castellano. Su labor como periodista solía estar principalmente centrada en el mundo de la cultura rural vasca. 
Trabajó en muchos diarios y semanarios locales del País Vasco: El Día, Euzkadi, El Pueblo Vasco, Argia, La Voz de España y El Diario Vasco.
En La Voz de España, periódico ligado a los carlistas del Movimiento Nacional, tenía una sección llamada Mi Atalaya Montañera, bilingüe, mientras en El Diario Vasco y en otros medios tuvo durante décadas una sección titulada Nere Bordatxotik (Desde mi cabañita) que tuvo gran popularidad y éxito, en la que el bertsolari se dedicaba a disertar y versificar sobre múltiples temas desde su óptica personal.
En julio de 1995, por unanimidad, el Ayuntamiento de Zarauz le nombró Hijo Predilecto así como le concedió la Medalla de Oro.

## Libros publicados
- Atano III. Bere edestia bertsotan. Itxaropena, 1949.
- Basarri. Itxaropena, 1950.
- Kantari nator. Itxaropena, 1960.
- Laugarren Txinpartak. Auspoa Liburutegia, 1966.
- Sortu zaizkidanak. Auspoa Liburutegia, 1973.
- Kezka-giroan. Auspoa Liburutegia, 1983.
- Bertsolaritzari buruz. Auspoa Liburutegia, 1984.
- Nere bordatxotik. Auspoa Liburutegia, 1992.